# Camillo Schaufuß
Camillo Festivus Christian Schaufuß (* 22. Februar 1862 in Dresden; † 9. Januar 1944 in Meißen) war ein deutscher Insektenkundler (Entomologe) und Händler von internationalem Ruf. Als wissenschaftlicher Schriftsteller wurde er im Besonderen durch seine Käferbücher bekannt.

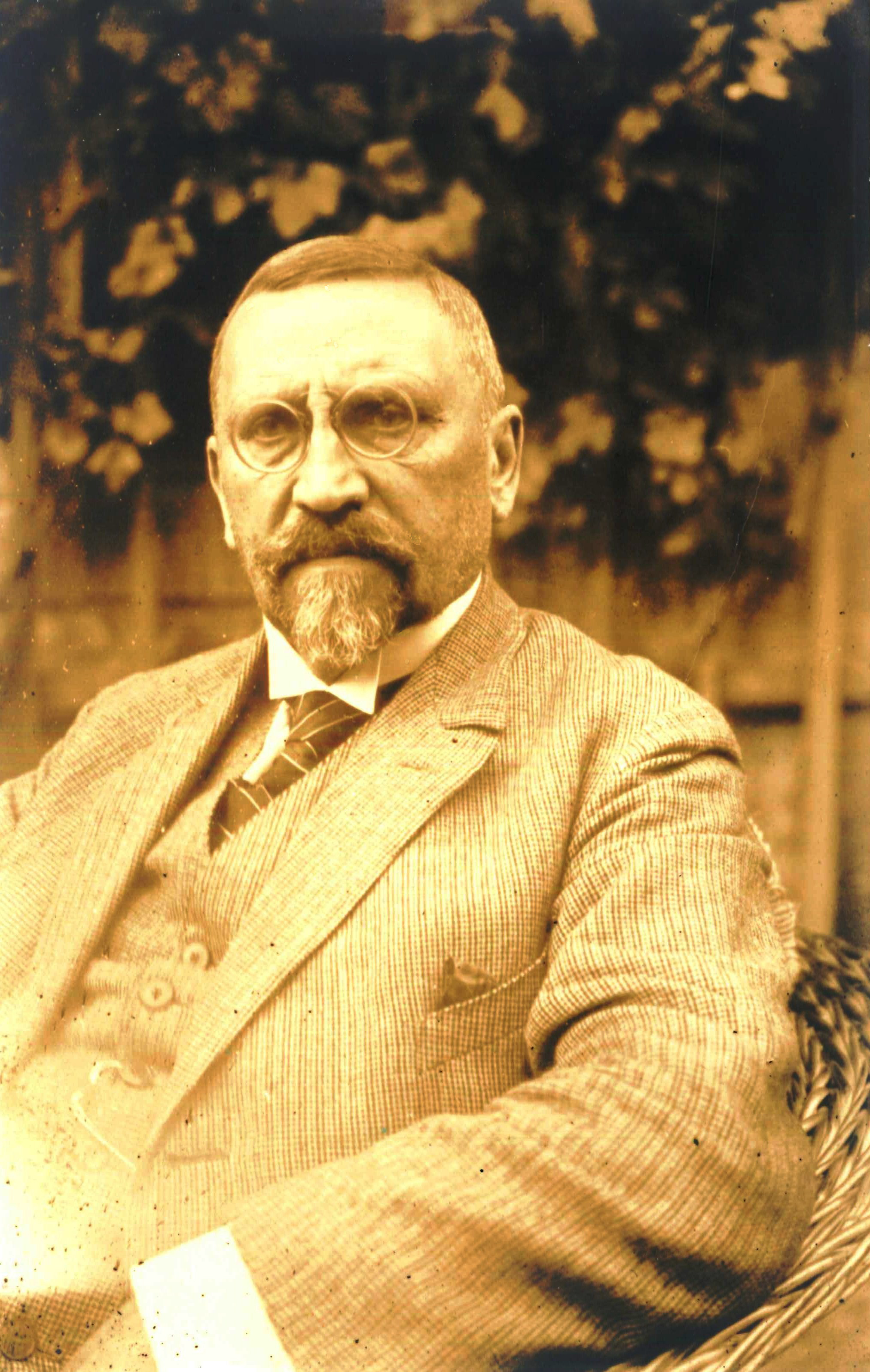
Camillo Schaufuß

In Erscheinung trat Schaufuß zuerst als Direktor des von seinem Vater Ludwig Wilhelm Schaufuß geschaffenen Naturkundemuseums (welches ca. 80.000 Objekte präsentierte; 90 % der Exponate waren Insekten aus aller Welt) und als Präsident des Reichsverbandes der Deutschen Tierschutzvereine.

## Leben
Schon als 15-Jähriger half Camillo Schaufuß seinem Vater bei der Katalogisierung der Insekten, Schnecken und sonstigen Exponate der Tierwelt.
Er war mit Marie geb. Maun aus Großenhain verheiratet, die nach fünf Jahren Ehe verstarb.
Mit 26 Jahren verfasste er seine erste wissenschaftliche Arbeit „Catalogus synonymicus Pselaphidarum adhuc descriptarum“.
1887 überführte er das von seinem Vater gegründete Museum „Ludwig Salvator“ von Dresden nach Meißen. Lange konnte er das provisorische Museum in Meißen aus Geldmangel nicht halten und verschenkte die umfangreiche Sammlung an die Universitäten in Berlin, Leipzig und Freiberg.
1902 heiratete er das zweite Mal und hatte drei Kinder. Er war Mitglied der Meißener Freimaurerloge Zur Akazie.

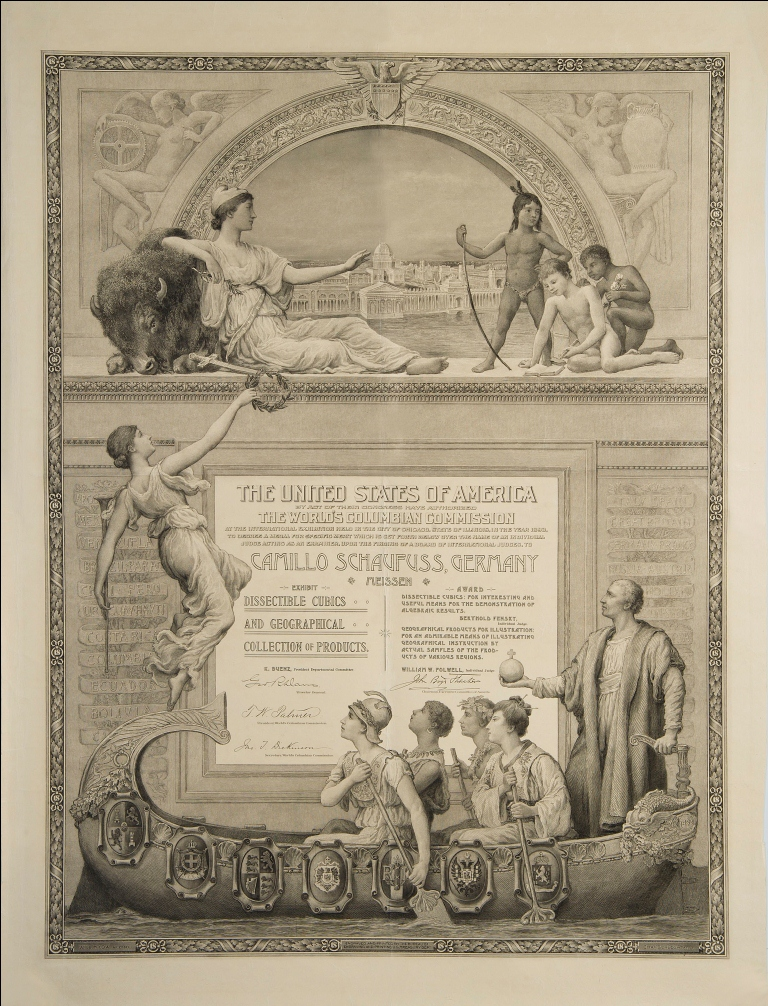
Ehrung Camillo Schaufuß in den Vereinigten Staaten von Amerika

Als Privatgelehrter, Besitzer einer Verlagsanstalt (für naturwissenschaftliche Lehrmittel) und Sachbuchautor trat er in die Fußstapfen seines Vaters. Zudem war er Pionier der wissenschaftlichen Tierschutzarbeit, der er sich über 40 Jahre widmete. Während der Zeit des Nationalsozialismus wurde er als Präsident des Deutschen Tierschutzvereins abgelöst. Seine Tierschutz-Kalender hatten eine wissenschaftlich-pädagogische Vorreiterrolle in Europa inne. Dem Tierfreund und Tierliebhaber Schaufuß war es bis zum Lebensende eine angenehme Pflicht, all den Mitgliedern der Tierschutzvereine ehrenamtlich zur Seite zu stehen.

## Werke (Auswahl)
- Catalogus synonymicus Pselaphidarum adhuc descriptarum 1888.
- Über tierisches Vorkommen im Bernstein. In: Berliner Entomologische Zeitschrift, Bd. 36 (1891), Heft 1, S. 53–64.
- Borkenkäfer-Studien. In: Berliner Entomologische Zeitschrift, Bd. 42 (1897), Heft 1 u. 2, S. 101–112.
- Calwer’s Käferbuch. Einführung in die Kenntnis der Käfer Europas. E. Schweizerbart’sche Verlagsbuchhandlung, Stuttgart 1916.
- Tierschutz-Kalender (Schriftleiter). Herausgegeben vom Reichsverband der Deutschen Tierschutzvereine, e.V.